# Al-Wahda FC (Mecca)
Al Wahda (în arabă نادي الوحدة) este un club de fotbal din Mecca, Arabia Saudită. Fondat în 1945, este unul din cele mai vechi cluburi de fotbal din Arabia Saudită.

## Titluri
- Cupa Regelui: 2

1957, 1966
- Cupa Coroanei Prințului: 1

1960

## Jucători notabili
- Pierre Njanka
- Raja Rafe
- Mejdi Traoui